# Province de Bogota
1550–1857
Entités précédentes :
- Tierra Firme (1550)
- État libre de Cundinamarca (1816)

Entités suivantes :
- État libre de Cundinamarca (1811)
- État fédéral de Cundinamarca (1857)

La province de Bogota, ou gouvernorat de Santa Fe durant la domination espagnole, était une entité administrative et politique de la Nouvelle-Grenade. Elle fut créée en 1550 et dissoute en 1857. Sa capitale était Santa Fe de Bogota.

## Histoire
La province de Bogota est initialement un gouvernorat de la vice-royauté de Nouvelle-Grenade (entité coloniale espagnole recouvrant le nord de l'Amérique du Sud).
Après avoir été brièvement indépendante sous le nom d'État libre de Cundinamarca, la province est intégrée à la Grande Colombie, son territoire réparti entre les départements de Cundinamarca et Boyacá. 
Après la dissolution de cette dernière, la province fait partie de la république de Nouvelle-Grenade. Sa partie orientale forme le territoire national de San Martín à partir de 1844, réduisant fortement la superficie de la province. 
En 1857, la province retrouve son territoire initial et devient l'État fédéral de Cundinamarca.

La province de Bogota en 1810
La province de Bogota en 1855